# Katalina Verdin
Katalina Verdin (* 16. August 1975 in Tampico, Tamaulipas, Mexiko) ist ein mexikanisches Fotomodell, das seit Jahren reizvolle Unterwäsche präsentiert, vorzugsweise in den Playboy Special Editions, in den Video-Ausgaben des Männermagazins Playboy oder auf anderen Internet-Seiten.
Die gläubige Katholikin, die auf den Zusammenhalt in ihrer Familie großen Wert legt, hat sich zunächst mit ihrer Mutter und ihrem Bruder abgesprochen, nachdem sie ein Angebot als Nacktmodell erhalten hatte. Erst als die Familie ihr Einverständnis gab, unterschrieb sie den Vertrag. Katalina Verdin wird von ihrer Mutter gemanagt und präsentiert gern ihren üppigen natürlichen Busen.
Für einige südamerikanische Sendeanstalten moderiert sie ein Format des Playboy-Spartenkanals in spanischer Sprache.

## Filmografie
- Playboy’s Club Lingerie (2000) – Vorführung von Unterwäsche, die von den Lesern entworfen wurde
- Playboy: Girls of Mardi Gras (1999) mit Merritt Cabal, Roxanne Galla, Vicca, Jovanna Vitiello, Natasha Yi
- Playboy's Twins & Sisters Too (1998) – hier unter Pseudonym
- Playboy’s Biker Babes: Hot Wheels & High Heels (1997) – (Magazinbeitrag: "Navy Seals")

## Auftritte inPlayboy Special Editions
- Playboy's Body Language Oktober 1998.
- Playboy's Book of Lingerie Nr. 64, November 1998 – Seiten 34–35.
- Playboy's Nudes Dezember 1998 – Seiten 6–9.
- Playboy's Voluptuous Vixens Nr. 2, November 1998.
- Playboy's Real Sex Nr. 2, Februar 1999.
- Playboy's Book of Lingerie Nr. 66, März 1999 – Cover.
- Playboy's Book of Lingerie Nr. 67, May 1999 – fotografiert von Phillip Vullo, Seiten 10–11.
- Playboy's Girls of Summer Juni 1999.
- Playboy's Book of Lingerie Nr. 68, Juli 1999 – Seiten 18–21.
- Playboy's Girlfriends September 1999 – Seiten 86–93.
- Playboy's Voluptuous Vixens Nr. 3, Oktober 1999.
- Playboy's Barefoot Beauties Nr. 1, Dezember 1999.
- Playboy's Wet & Wild Dezember 1999.
- Playboy's Book of Lingerie Nr. 71, Januar 2000 – Cover vorne und hinten, Seiten 1–3, 36–37, 66–67, 72–75, 92–93.
- Playboy's Girls of Summer Mai 2000.
- Playboy's Book of Lingerie Nr. 74, Juli 2000 – Seiten 6–37.
- Playboy's Girlfriends Juli 2000 – Seiten 86–91.
- Playboy's Book of Lingerie Nr. 75, September 2000.
- Playboy's Voluptuous Vixens Nr. 4, Oktober 2000.
- Playboy's Book of Lingerie Nr. 77, Januar 2001 – Cover vorne und hinten, Seiten 1, 34–35, 64–65, 84–87, 92–93.
- Playboy's Book of Lingerie Nr. 80, Juli 2001.
- Playboy's Sexy College Girls August 2001.
- Playboy's Voluptuous Vixens Nr. 5, September 2001.
- Playboy's Book of Lingerie Nr. 83, Januar 2002.

## Dies und Das
- Lieblingsauto: Porsche Boxster
- Lieblingsfilm: The Blair Witch Project
- Lieblingsserie: Seinfeld